# Neanthes pleijeli
Neanthes pleijeli är en ringmaskart som beskrevs av Leon-Gonzalez och Salazar-Vallejo 2003. Neanthes pleijeli ingår i släktet Neanthes och familjen Nereididae. Inga underarter finns listade i Catalogue of Life.